# Neobisium lethaeum
Neobisium lethaeum es una especie de arácnido del orden Pseudoscorpionida de la familia Neobisiidae.
Presenta las subespecies:
- Neobisium lethaeum acherusium
- Neobisium lethaeum lethaeum
- Neobisium lethaeum parvum
- Neobisium lethaeum superbum

## Distribución geográfica
Se encuentra en los territorios que antes se llamaban Yugoslavia.